# T-38
T-38 je bil lahki amfibijski tank Sovjetske zveze.

## Zgodovina tanka
T-38 je naslednik tanka T-37, ki je bil narejen leta 1936 v tovarni AMO. 
Tank je bil namenjen za izvidovanje in podpori pehoti. Bil je zelo uporaben, ker je imel nizko silhueto, dobro mobilnost in možnost brodenja. Prevozni so bili tudi z letali. Sovjetska zveza jih je prevažala z bombniki Tupoljev TB-3. V vsak zračno amfibijski bataljon je bilo dodeljenih 38 tankov, sprva je bilo načrtovano 50. Na koncu vojne so načrtovali njihovo zamenjavo s tanki T-40, vendar zaradi konca vojne do zamenjave ni prišlo.
Tank je služil rdeči armadi v drugi svetovni vojni. Boril se je leta 1940 v zimski vojni, vendar neuspešno, saj je bil zaradi tankega oklepa zelo ranljiv. Zelo veliko so jih zajeli Nemci med Operacijo Barbarosso. Po letu 1941 je bil zelo redko viden v neposrednem boju. Bolj so ga uporabljali za artilerijske vlačilce. Uporabljen je bil tudi v prečkanju reke Dneper leta 1943.
Nemci niso uporabljali zajetih T-38, kot na primer bolj cenjenih tankov T-26 in T-34. 

## Verzije
- T-38RT:1937, verzija opremljena z radiom.
- OT-38:1937, plamenometalec.
- T-38M1:1937, prototip, ki se ni uveljavil zaradi prezahtevnosti izgradnje.
- T-38M2:1938, izboljšana verzija z novim motorom GAZ M1.
- T-38TU:poveljniška verzija.
- SU-45:1936, eksperimentalna verzija s topom 45 mm.
- T-38TT:1939, eksperimentalni teletank.